# Семен Федорович Більський
Семен Федорович Бєльський (також Більський; бл. 1500 — після 1544) — русько-литовський князь, авантюрист, представник князівського роду Більських. Московський боярин, 1534 року емігрував у Велике князівство Литовське, згодом також перебував при дворах османського султана Сулеймана І Пишного та кримського хана Сахіб-Ґерая.

## Біографія

### Служба в Москві
Молодший син князя Федора Івановича та його другої дружини — рязанської княжни Анни Василівни . Батько був одним з очільників підготовки замаху на Казимира Ягелона в 1481, тому втік до Москви.
В 1533 був воєводою в Коломні. По смерті Васілія III за регентства Олени Глинської намагався отримати спадкове по матері Рязанське князівство а також родинний Більськ. Проте ці відомості пізніших літописів ймовірно були видумані, щоб очорнити князя.

### Еміграція в Литву
В червні 1534 разом з боярином Іваном Ляцьким був висланий на чолі армії з Москви до Сєрпухова для оборони від татар. Однак у серпні того ж року виїхав з Московії у Велике князівство Литовське. 8 серпня 1534 з 400 кавалеристами був в таборі гетьмана Юрія Радзивілла у Дулібах під Любечом. Сигізмунд І сподівався, що вслід за Семеном Федоровичем на службу до великого князівства перейдуть інші московські бояри, невдоволені боярською боротьбою в Москві. Еміграція С. Більського та І. Ляцького стала однією з причин якнайшвидше розпочати війну проти Москви.
Отримав від короля маєтки в Троцькому воєводстві — Жижмори, Стоклішки та Кормялово. У 1535 році брав участь у військових діях. Разом з військом Ю. Радзивілла та Яна Амора Тарновського взяли Гомель, Стародуб. Осінню 1434 був запідозрений в тому що планує вернутись в Москву та ув'язнений. В січні 1536, після виходу з тюрми, отримав місце в Раді Великого князівства. Мав промову, в якій захищав свою позицію. Ніпшиць в рапорті до Прусії повідомляв, що Семен Федорович «говорив, як Цицерон».

### Подорожі Європою
Під виглядом паломництва до Єрусалиму вирушив з Польщі в Угорщину, де його взяли в полон солдати австрійського герцога Фердинанда, який також претендував на владу в Угорщині. 
З Австрії через Венецію вирушив до Константинополя; тут роздавав дарунки, отримав підтримку своїх планів султаном Сулейманом Пишним, якому представився як законний спадкоємець Рязанського та Більського князівств відібраних московським князем. На початку 1537 отримав накази султана очільникам Сілістрії, Кафи, хану Сахіб-Гераю надати йому військову допомогу. Водночас султан хотів, що Сигізмунд I натиснув на Московію, вступив до турецько-татарського союзу (король відмовився).
Намагався загітувати Крим до походу проти Москви, проте у грудні 1537 року потрапив в полон до ногайського мурзи Бакія (прихильника Москви) та ледь не був виданий Івану IV. Завдяки протекції султана Сулеймана був визволений з полону та весною 1540 прибув до Криму, завдяки великим грошам звів нанівець зусилля московитів, які підштовхували татар до війни з Короною. Став головним ініціатором укладеного миру між Великим князівством Литовським та татарами проти Москви. За послуги отримав від короля 100 кіп грошей, деяку суму дала королева Бона Сфорца.
Літом 1541 року Семен Федорович разом з ордою, татарами білгородськими, азовськими та турецькими відділами які очолював Сахіб-Ґерай пішов в похід на Москву. При чому московську рать яку послали для захисту від татар очолив рідний брат Семена, Дмитро Федорович Більський. Велике князівство Литовське у цій кампанії не брало участі через проблеми з угорцями.
Через загалом не надто вдалий похід покинув Орду та вернувся до Великого князівства Литовського, де відійшов від активної політичної діяльності та зайнявся розвитком своїх литовських маєтків.
Загинув після січня 1544 року, згідно зі свідченнями С. Герберштейна був вбитий своїми підданими через побори.